# Pelidnota incerta
Pelidnota incerta es una especie de escarabajo del género Pelidnota, familia Scarabaeidae. Fue descrita científicamente por Soula en 2006.
Habita en Perú.